# Schultersieg

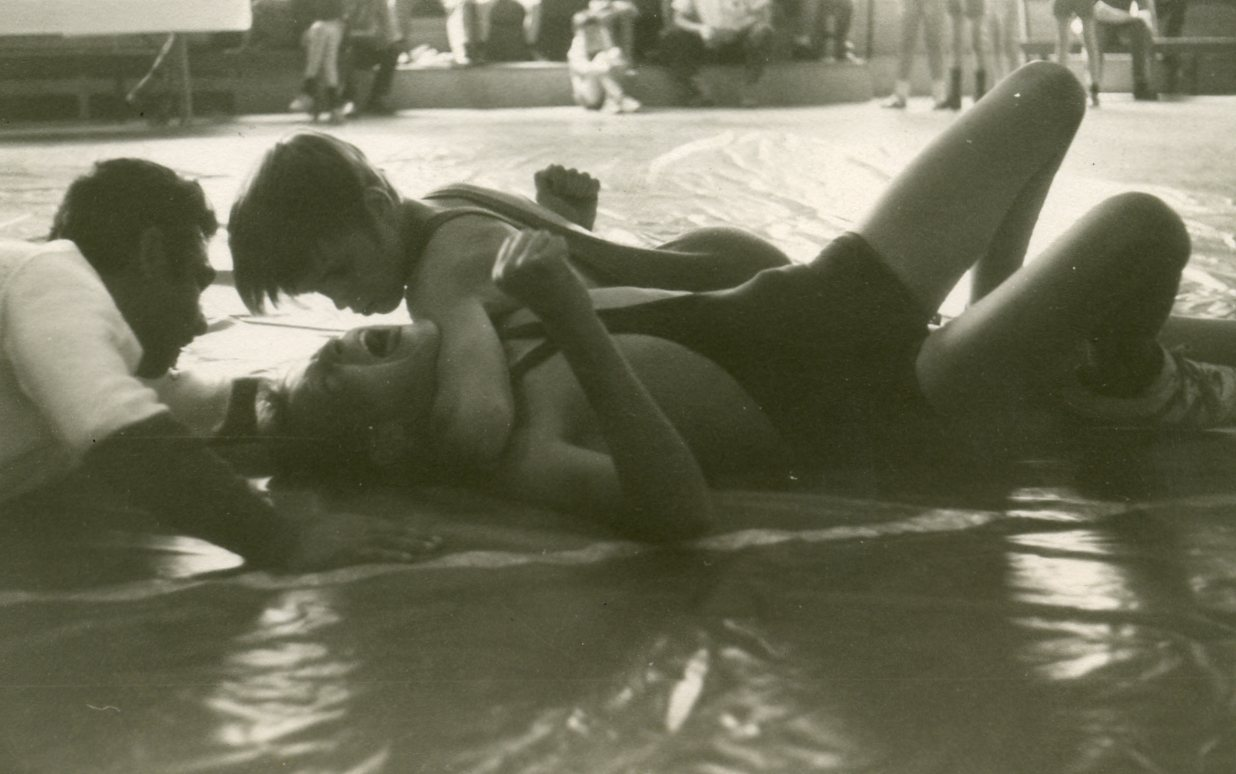
Der Kampfrichter überprüft, ob die Schulterlage erreicht ist.

Der Schultersieg gilt als das wichtigste Ziel beim Ringen.
Die Ringkampfregeln erlauben es, den Gegner aus dem Stand in die Bodenlage zu befördern und ihn mit den Schultern auf die Matte zu legen.
Dabei kommen die verschiedensten Techniken, wie Würfe, Hebel und Schleudergriffe zum Einsatz. 
Ein Schultersieg ist erreicht, wenn ein Ringer seinen Gegner auf den Rücken dreht und ihn auf beiden Schultern sicher festhält.
Hierbei muss ein sichtbarer Stillstand eintreten. Die Lage auf beiden Schultern muss von dem Kampfrichter durch eine genaue Überprüfung festgestellt werden.
Ein Turnier-Ringkampf wird durch den Schultersieg unmittelbar beendet.